# Slonovi zobčki
Slonovi zobčki (znanstveno ime Scaphopoda) so majhen razred mehkužcev, v katerega uvrščamo približno 350 danes živečih opisanih vrst. Ime so dobili po podolgovati stožčasti lupini, ki spominja na slonov okel.

## Opis
Lupina slonovih zobčkov je dvobočno somerna, včasih rahlo zakrivljena in stožčaste oblike, na eni strani širša kot na drugi. Na vsaki strani ima odprtino. Glava je na širšem delu, preostanek telesa je močno podolgovat in zavzema celotno prostornino lupine. Večina vrst meri v dolžino nekaj centimetrov in imajo lupino bele ali rumenkaste barve, nekatere vrste so milimetrskih velikosti, največji slonov zobček pa doseže 15 cm v dolžino.
Glava je močno reducirana in ima obliko klina (proboscisa) z usti, ki moli skozi večjo odprtino. Ob njej je prav tako klinasta noga s stranskima gubama, ki usidrata žival v podlago, podobno kot pri nekaterih školjkah. Nad glavo sta dva režnja z večjim številom lovilnih niti (kaptakul), ki sodelujejo pri prehranjevanju. Usta, v katerih je strgača s ploskimi zobci, se nadaljujejo v želodec, v katerega se odpirajo prebavne žleze. Plaščna votlina se razteza vzdolž celotne dolžine lupine in ima dihalno ter izločalno vlogo. Vanjo se odpirata anus in izvodilo parnega nefridija. Slonovi zobčki nimajo škrg, izmenjava dihalnih plinov poteka kar skozi površino plaščne votline; voda počasi vstopa skozi zadnjo odprtino na račun delovanja migetalk, žival jo občasno iztisne z močnim krčenjem mišic noge. Večino prostornine zadnjega dela telesa zavzema neparna gonada, ki izloča spolne celice skozi desni nefridij v plaščevo votlino.
Spola sta ločena, oploditev je zunanja. Razvoj je podoben razvoju školjk: po oploditvi se najprej razvije prvi stadij ličinke - trohofor, iz njega pa dvobočno somerni drugi stadij - veliger. Ta ima sprva plašč iz dveh režnjev, ki se kasneje v razvoju na vrhu zrasteta v značilno cilindrično obliko.

## Ekologija in razširjenost
Slonovi zobčki živijo v morskih sedimentih v dnu pod pasom bibavice. Večina znanih vrst je skoncentrirana tik pod tem pasom, v globini okoli 6 metrov, vendar se pojavljajo v vseh globinah, tudi v globokomorskem dnu. Večino življenja preživijo zariti s širšim sprednjim delom v sediment, kamor iztezajo svoje lovilne niti in nanje lovijo drobne morske organizme, predvsem luknjičarke (foraminifere). Nad podlago moli samo zadnja odprtina. Prehranjujejo se tako, da plen nalepijo na lovilno nit in jo vpotegnejo proti ustom, kjer ga prevzamejo obustne migetalke in ga na koncu zdrobi radula. Ličinke so prosto plavajoče in se prehranjujejo s planktonskimi organizmi.
Zaradi prikritega načina življenja so slabo poznani. Njihove lupine morje ponekod množično naplavlja na obale, zato sklepamo, da niso redki.
Predstavniki skupine živijo po vsem svetu. Od približno 350 opisanih vrst je 12 znanih za Jadransko morje, od tega 5 v slovenskem delu. Med slovenskimi vrstami je najpogostejši oranžni slonov zobček (Dentalium inaequicostatum).
Lupine slonovih zobčkov iz rodu Dentalium so domorodci iz severozahoda Severne Amerike uporabljali kot plačilno sredstvo, Natufijci na Srednjem vzhodu pa so iz njih izdelovali pasove in pokrivala. Po mnenju zgodovinarjev so eden možnih pokazateljev zgodnjega družbenega razslojevanja.

## Evolucija in sistematika
Zelo specializirana telesna zgradba in pokrnelost nekaterih struktur, značilnih za mehkužce, otežujejo umeščanje skupine v sistem. Po podobnostih v ontogenetskem razvoju in telesni zgradbi nekateri avtorji sklepajo, da so sestrska skupina školjk, oboji naj bi se razvili iz izumrle skupina Rostroconchia. Specializiranost telesne zgradbe ne pušča veliko svobode za spreminjanje, kar je možen razlog, zakaj so slonovi zobčki po raznovrstnosti eden najmanjših razredov mehkužcev.
Fosilni zapis je razmeroma popoln, a sega le do obdobja misisipija pred približno 350 milijoni let, s čimer so najmlajši razred mehkužcev. Iz fosilnih ostankov je možno razbrati več obdobij množičnega izumiranja in kasnejših ponovnih radiacij v geološki zgodovini. Na podlagi filogenetske analize dostopnih morfoloških znakov drugi sklepajo, da so se pojavili že v srednjem ordoviciju, pred 460 do 470 milijoni let.